# Guerra de Cabo Frío
La Guerra de Cabo Frío (en portugués: Guerra de Cabo Frio) fue un conflicto bélico sucedido durante la colonización de Brasil entre los colonos portugueses y sus aliados indígenas contra la Confederación de los tamoios y los colonos franceses en la costa oriental de la Capitanía de Río de Janeiro. 
En 1575, tras veinte años de dominio, el gobernador de la capitanía, Antônio Salema, reunió en la bahía de Guanabara, con las vecinas capitanías de São Vicente y de São Tomé un poderoso ejército de 400 lusitanos con un contingente de 700 a 1.700 indios aliados con el objetivo de exterminar a los tamoios y expulsar a los franceses.
La tropa avanzó tierra y por mar hacia Cabo Frío donde se ubicabas las últimas posiciones de sus enemigos. Los combates se iniciaron en la región conocida actualmente como Tamoios. Tras un asedio y posterior asalto la principal fortaleza defensiva, la villa fortificada del cacique Japuguaçu (la principal de los indígenas) cayó, siendo muertos o esclavizados 500 guerreros. El cacique pidió permanecer ahí lo que se le permitió.
Los portugueses continuaron su campaña atacando los pueblos de la región, unos 2.000 nativos murieron y 4.000 fueron esclavizados. Los colonos tuvieron mucho cuidado de separar a los hombres de las mujeres y a los padres de los hijos, haciendo desaparecer a los tupinambás como pueblo. Los nativos de los pueblos del interior al saber de lo que les venía encima huyeron de sus tierras y se refugiaron en la Sierra del Mar (Serra do Mar).
Desde entonces la costa entre Macaé y Saquarema se volvió un desierto humano, solo usada transitoriamente por los indios goitacases para la cacería y la pesca. Tras la expulsión de los franceses se estableció un bloqueo naval con base en São Sebastião do Rio de Janeiro para impedir cualquier otro intento de colonización de alguna potencia europea rival.
Sin embargo, se debe mencionar que entre 1580 y 1640 con la Unión Ibérica Portugal permaneció subordinado al Imperio español y el puerto de Araruama fue nuevamente frecuentado por piratas y corsarios franceses, ingleses y holandeses que también intentaran establecer sus propias colonias para dominar el rico comercio de madera brasileña aunque serán expulsados una y otra vez por los lusitanos. 